# Microrregión de Montanha
La microrregión de Montanha es una de las microrregiones del estado brasileño del Espírito Santo perteneciente a la mesorregión Litoral Norte Espírito-Santense. Su población fue estimada en 2006 por el IBGE en 50.728 habitantes y está dividida en cuatro municipios. Posee un área total de 2.967,950 km².

## Municipios
- Montaña
- Mucurici
- Pinheiros
- Punto Bello

- Datos: Q2108793